# Пол Баскервіль
Полл Баскервіль (нар. 3 березня 1961) — англійський радіодиджокей (ді-джей) на німецькій радіостанції Norddeutscher Rundfunk (NDR).
У 2019 році він здобув міжнародну популярність завдяки, ймовірно, виконанню «Найзагадковішої пісні в Інтернеті» у своїй програмі на початку 1980-х років.